# Dasyhelea humilis
Dasyhelea humilis är en tvåvingeart som beskrevs av John William Scott Macfie 1938. Dasyhelea humilis ingår i släktet Dasyhelea och familjen svidknott. Inga underarter finns listade i Catalogue of Life.